# White Cloud (Kansas)
White Cloud (ioway: Chína Maxúthga tʃʰiꜜnã mãxuθꜜkɐ o Chína Maxúhga [tʃʰiꜜnã mãxuhꜜkɐ], que vol dir "Vila Núvol Blanc") és una població dels Estats Units a l'estat de Kansas. Segons el cens del 2000 tenia 239 habitants.

## Demografia
Segons el cens del 2000, White Cloud tenia 239 habitants, 108 habitatges, i 57 famílies. La densitat de població era de 128,2 habitants/km².
Dels 108 habitatges en un 26,9% hi vivien nens de menys de 18 anys, en un 37% hi vivien parelles casades, en un 11,1% dones solteres, i en un 46,3% no eren unitats familiars. En el 36,1% dels habitatges hi vivien persones soles el 14,8% de les quals corresponia a persones de 65 anys o més que vivien soles. El nombre mitjà de persones vivint en cada habitatge era de 2,21 i el nombre mitjà de persones que vivien en cada família era de 2,98.
Per edats la població es repartia de la següent manera: un 22,2% tenia menys de 18 anys, un 18,8% entre 18 i 24, un 22,2% entre 25 i 44, un 23,4% de 45 a 60 i un 13,4% 65 anys o més.
L'edat mediana era de 34 anys. Per cada 100 dones de 18 o més anys hi havia 111,4 homes.
La renda mediana per habitatge era de 28.393 $ i la renda mediana per família de 34.688 $. Els homes tenien una renda mediana de 25.938 $ mentre que les dones 16.563 $. La renda per capita de la població era de 17.828 $. Entorn de l'1,9% de les famílies i el 6,1% de la població estaven per davall del llindar de pobresa.

## Poblacions més properes
El següent diagrama mostra les poblacions més properes.